# Telothyria comata
Telothyria comata là một loài ruồi trong họ Tachinidae.